# Indisch-Australische Platte

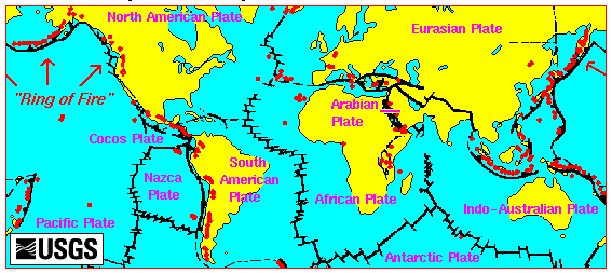
Die großen Lithosphärenplatten, rechts unten die Indisch-Australische Platte

Die Indisch-Australische Platte (auch Indo-Australische Platte) ist eine der größten Lithosphärenplatten der irdischen Plattentektonik, trägt Indien und Australien, erstreckt sich an Sumatra entlang bis Neuseeland, und ist größtenteils vom Indischen Ozean bedeckt.

## Geografische Lage und Tektonik
Die Indisch-Australische Platte grenzt im Südostindischen Rücken an die Antarktische Platte und im Carlsberg-Rücken an die Afrikanische Platte. Die Ozeanbodenspreizung dieser Rücken treibt die Indisch-Australische Platte nach Nordosten, wodurch sie mit der Eurasischen Platte und der Pazifischen Platte kollidiert. So besteht eine Konfrontation im Norden der Indisch-Australischen Platte, wo der Himalaya entstand. Am Sundabogen schiebt sich die Indisch-Australische Platte im Javagraben unter die Eurasische Platte. Die Geschwindigkeit dieser Subduktion beträgt 6 bis 7 cm pro Jahr. Im Bandabogen treffen Indisch-Australische Platte, Eurasische Platte und Pazifische Platte zusammen und bilden eine 650 km lange Verwerfung. Neuguinea liegt auf der Indisch-Australischen Platte und Neuseeland auf ihr und der Pazifischen Platte. Die Pazifische Platte schiebt sich dort über die Indisch-Australische Platte und bildet so die Southern Alps.

## Vermutungen
In den 1960er Jahren, als die Theorie der Plattentektonik Verifizierung erfuhr, wurde ein kreuzender Mittelozeanischer Rücken im Indischen Ozean vermutet, den es jedoch nicht gibt. Von dem damaligen Aufsehen blieb die verbreitete Auffassung, es gebe neben einer Indischen Platte eine Australische Platte. Bei lokalen Betrachtungen wird auch in Fachkreisen abgekürzt von der Indischen Platte oder der Australischen Platte gesprochen, wenn die Indisch-Australische Platte gemeint ist. Es gibt aber Anzeichen dafür, dass sie in einigen Millionen Jahren in eine Indische Platte und eine Australische Platte zerbrechen könnte. Im Wharton-Becken gibt es viele alte Risse, zu denen bei zwei Erdbeben im April 2012 vier neue kamen. Ein solcher Riss ist rund 250 km lang.

## Belege
1. ↑  Herwig Wakonigg: Die ostatlantischen Vulkaninseln. Lit Verlag, 2008, ISBN 978-3-8258-1829-6, S. 22 (eingeschränkte Vorschau in der Google-Buchsuche).
2. ↑  Roland Walter: Erdgeschichte – die Entstehung der Kontinente und Ozeane. 5. Auflage. Verlag Walter de Gruyter, 2003, ISBN 3-11-017697-1, S. 287 (eingeschränkte Vorschau in der Google-Buchsuche).
3. 1 2  GITEWS – German-Indonesian Tsunami Early-Warning System. (PDF; 1,24 MB) In: Zweijahresbericht 2004/2005. GeoForschungsZentrum Potsdam, abgerufen am 21. April 2014.
4. ↑  Erdbeben der Stärke 6.2 vor der indonesischen Insel Java. Bundesanstalt für Geowissenschaften und Rohstoffe, 28. Mai 2006, abgerufen am 21. April 2014.
5. ↑  Tektonik: Rätsel des Banda-Bogens gelöst. Springer Science+Business Media, 30. Juli 2010, abgerufen am 21. April 2014.
6. 1 2  David Voelker: Karten der Ozeane. Freie Universität Berlin, archiviert vom Original am 17. Juni 2014; abgerufen am 22. April 2014.  Info: Der Archivlink wurde automatisch eingesetzt und noch nicht geprüft. Bitte prüfe Original- und Archivlink gemäß Anleitung und entferne dann diesen Hinweis.
7. ↑  Traumland zwischen den Kontinenten. In: Faszination Erde. ZDF, 23. Februar 2010, archiviert vom Original am 3. Dezember 2016; abgerufen am 21. April 2014.
8. ↑  Reisetempo: jährlich ein paar Zentimeter. In: Die Zeit. 12. April 1968 (online [abgerufen am 22. April 2014]).
9. ↑  Eine Erdplatte reißt im Indischen Ozean auf. In: Deutschlandradio Kultur. 28. September 2012, abgerufen am 20. April 2014.
10. ↑  Lydia Klöckner: Vor Sumatra zerreißt es die Kontinentalplatte. In: Zeit Online. 27. September 2012, abgerufen am 20. April 2014.
11. ↑  Sumatra-Erdbeben. In: GeoForschungsZeitung. Deutsches GeoForschungsZentrum, April 2012, S. 3 (gfz-potsdam.de [PDF; 966 kB; abgerufen am 21. April 2014]).